# Termes bàsics de color

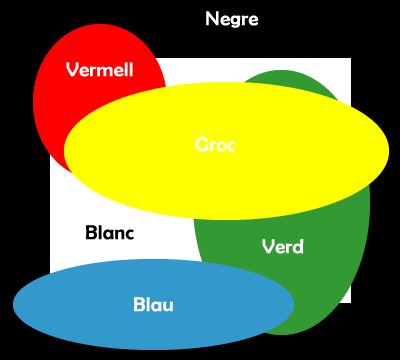
Els termes bàsics de color

Termes bàsics del color o BCT (per les sigles angleses de Basic Color Terms) és la teoria formulada per Brent Berlin i Paul Kay, segons la qual hi ha unes categories comunes en l'espècie humana per a identificar els colors que corresponen a uns termes bàsics comuns en les diverses llengües. Segons aquesta teoria, les llengües evolucionen en diferents estadis des d'una col·lecció de termes simples a una de més extensa, segons uns mateixos paràmetres. Des de la seva formulació, el 1969, aquesta teoria ha guiat el treball de diversos investigadors coordinats per la World Color Survey (WCS). A partir de la dècada de 1990, la teoria i els mètodes utilitzats per a sostenir-la van començar a ser qüestionats des de l'antropologia cultural.

## Percepció del color

Representació del cervell humà amb les zones normalment dedicades a la visió. El corrent ventral (porpra) és responsable de la percepció del color.

Bàsicament, els colors que l'ésser humà percep en un objecte estan determinats per la naturalesa de la llum reflectida per l'objecte. El color de l'objecte no solament depèn de l'objecte per si mateix, sinó de la font de llum que l'il·lumina, del color de l'àrea que l'envolta i del sistema visual humà (el mecanisme ull-cervell). La llum visible es compon d'una banda de freqüències relativament estreta en l'espectre de l'energia electromagnètica. Un cos que reflecteix llum que té més o menys totes les longituds d'ona visibles apareix com a blanc a l'observador. Tanmateix, un cos que és propici a reflectir un rang limitat de l'espectre visible mostra algunes tonalitats de color. Per exemple, els objectes verds reflecteixen llum amb longituds d'ones principalment entre els 500 i 570 nanòmetres, mentre que absorbeixen la majoria de l'energia en altres longituds d'ona. El to és un atribut associat amb la longitud d'ona dominant en una barreja d'ones de llum. Així, el to representa el color percebut per l'observador; quan anomenem un objecte vermell, taronja o groc se n'està especificant el to.
La saturació es refereix a com és de pur el color, és a dir, quant de blanc es barreja amb ell. La claredat implica la noció que percebem de la intensitat de llum en un objecte reflector; és a dir, que reflecteix la llum, però que no té llum pròpia. L'interval de claredats està comprès entre el blanc i el negre passant per tots els grisos.
La brillantor es fa servir en comptes de la claredat per a referir-se a la intensitat percebuda per un objecte amb llum pròpia (emesa i no reflectida), tal com una bombeta, el Sol…
La crominància engloba la informació que n'aporten el to i la saturació, per la qual cosa podem considerar un color caracteritzat per la seva brillantor i crominància.
Avui en dia, hi ha una constant lluita per demostrar el relativisme entre el llenguatge i altres capacitats mentals (pensament, percepció...); treballs comentats, com el de Frank, Wu, Wade Winawer, Witthoft, Boroditsky (2007), intenten confirmar aquest relativisme.
Valenzuela (2008)  exposa alguns treballs neurocognitius en què s'ha trobat que els efectes de percepció-categoria del color, en els quals dos colors que pertanyen a categories diferents es discriminen millor i més ràpid que quan pertanyen a la mateixa categoria; es donen en major mesura quan els estímuls es presenten en el camp visual dret (CVD) i, per tant, es processen en l'hemisferi esquerre (HI, especialitzat en el processament lingüístic).

## Els colors i les llengües
Hi ha una hipòtesi sobre el relativisme lingüístic (HRL) que afirma que existeixen aspectes del nostre processament cognitiu que es veuen afectats per la llengua que parlem. Un dels exemples inicials oferts per la HRL n'és el cas dels colors. Els colors no existeixen de manera independent i objectiva en la natura: depenent de la composició material dels objectes, aquests absorbeixen part de l'espectre lluminós, i en reflecteixen la resta; la resta és percebuda per nosaltres com a «color». Diferents llengües segmenten aquest espectre reflectit de manera diferent: en rus, per exemple, hi ha dos colors diferents per al que nosaltres anomenem «blau», corresponents aproximadament al «blau cel» (golubóy) i al «blau marí» (siníy). El mateix ocorre en italià, que té les variants azurro i blu. En navajo, hi ha un sol color per a un rang que nosaltres dividim en dos: el blau i el verd. Altres llengües combinen en només dos termes («clar» i «fosc») fins a 12-14 colors. Aquestes distincions són culturals i, segons la versió de la HRL, cada llengua/cultura força així un tipus de percepció cromàtica diferent, basada en les seves peculiaritats de categorització.

## Termes bàsics de color Berlin & Kay[calcitació]
Brent Berlin i Paul Kay van presentar l'any 1969 els resultats de les seves investigacions sobre la terminologia del color, en el llibre Basic Color Terms. Their Universality and Evolution, en el qual afirmen que hi ha uns termes bàsics sobre el color comuns a totes les llegües i que, per tant, es poden considerar universals per a tots els humans. Tots dos sostenen que tant la cultura com l'evolució passen per diferents estadis en l'aspecte terminològic. Berlin i Kay defineixen 7 estadis evolutius, entre els quals qualsevol llengua es classifica en funció de la seva terminologia relacionada amb el color. L'anglès que es parla a Nord-amèrica arriba fins a onze termes; Berlin i Kay ho atribuïen a un nivell profund del comportament lingüístic format per alguns components primaris sobre els quals es constitueix el llenguatge en el cervell (en antropologia lingüística, es designa com a «vocabulari bàsic»). Aquesta concepció sobre els termes bàsics ha tingut variacions posteriors a la seva primera exposició del 1969 per part dels mateixos autors. Amb la WCS (World Color Survey), surt la iniciativa de fer una recol·lecció d'informació i tractament de dades de diferents llengües per identificar quines paraules d'una llengua determinada poden ser considerades termes bàsics de color.

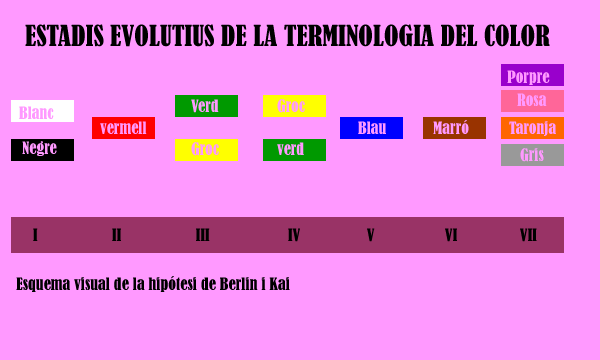
Estadis evolutius dels termes bàsics del color

Segons aquesta enquesta, hi ha vint-i-dos patrons possibles per anomenar els colors bàsics (la resta de termes són compostos). Si una llengua té només dos termes de color, seran el blanc i el negre, o millor dit, la distinció entre colors foscos i clars, encabits amb un nom genèric. El tercer terme en aparèixer és l'equivalent al vermell. Quan un idioma usa quatre termes bàsics, el quart és o bé el verd o el groc i si n'apareixen cinc, sempre seran aquests els que se sumen a la tríada inicial. Quan s'empren sis termes, el sisè equival al blau o alguna tonalitat similar (de vegades la distinció entre verds i blaus varia en funció de la llengua, però sempre dins aquesta part de l'espectre cromàtic). El setè color més comú és el marró. Les llengües amb vuit tons bàsics presenten variació en el darrer: pot ser el rosa, el lila, el taronja o el gris. Els idiomes amb nou paraules trien una parella entre aquest segon grup, amb totes les combinacions possibles trobades entre els relators de l'enquesta. Igualment, si s'usen deu termes, es tria també entre aquest grup. Finalment hi ha llengües que tenen paraules diferenciades per als onze colors, com el català.

## Termes bàsics segons Barbara Saunders[calcitació]
Barbara Saunders s'oposa a la teoria de les categories de color i el color universal de termes bàsics comuns a totes les llengües en el seu estudi. Ella proposa que Berlín i Kay només treballen en contra de la hipòtesi de Whorf de la relativitat lingüística en la seva pràctica experimental. Afirma que l'estudi de Berlin i Kay va ser construït d'una manera que va fer que els resultats semblen evidents quan es dedueix dels compromisos anteriors i que les tècniques d'investigació van ser esborrades (Saunders 2000). Finalment, declara que la tesi de Berlín i Kay es basa en capes dels errors que produeixen males interpretacions de la ciència del color com de les relacions interculturals.
Saunders basa el seu atac a la teoria de Berlin i Kay en el fet de concentrar-se només en els focus de colors que deixa els límits intactes. Berlin i Kay van declarar (1969) que això era necessari per a aprofundir en les característiques comunes dels termes de color. Saunders (2000) considera que aquesta decisió es va fer a causa que Berlín i Kay volien impugnar la hipòtesi de Whorf i l'única manera possible de fer-ho era la simplificar-ne el camp d'estudi. Ella proposa que aquesta maniobra és la causa subjacent dels errors comesos en els experiments i la deducció equivocada de Berlín i Kay.
Saunders és clarament líder en un atac en contra de termes bàsics de color. És una ferm partidària de la visió relativista i considera els universals de color com una amenaça per a la diversitat cultural del nostre planeta. Basa els seus arguments forts en les decisions metodològiques que Berlín i Kay van fer en formular la seva teoria. Encara que Saunders compta amb una impressionant llista de referències, no ofereix justificació de les afirmacions més importants que fa. Quan Saunders (2000) s'oposa a la decisió de centrar-se en els focus dels termes de color, els investigadors, només hi ha una còpia de les seves afirmacions, són de la mateixa època que l'original de Berlin i la teoria de Kay. Ella rebutja les addicions fetes per Kay i McDaniel (1978), que proporcionen més recents i, lògicament, una solució sòlida en forma de límits difusos.

## Colors i Cultura
Un mateix color pot tenir significats molt diferents depenent del lloc del món en què visquis. Per exemple, el blanc significa puresa i la virtut en la societat occidental mentre que a Àsia representa el dol. Podem dir que encara que tots percebem un color de la mateixa manera el significat que representa en cada societat i cada cultura és molt diferent. Per a alguns colors, és obvi veure d'on prové el seu simbolisme: el verd de les plantes que creixen exuberants representa fertilitat, el blanc el color pur, en general els colors frescos com el blau i el verd se'ls ha donat un significat positiu, mentre que els colors càlids com el taronja i el vermell se'ls ha donat un significat negatiu.
| Colors  | Europa Occ. EUA                        | Xina                        | Japó                          | Orient Mitjà            |
| ------- | -------------------------------------- | --------------------------- | ----------------------------- | ----------------------- |
| Vermell | Perill, ira.                           | Alegria, festes, sort.      | La ira, perill.               | Perill, el mal.         |
| Groc    | Atenció, covardia, alegria, felicitat. | Honor, reialesa.            | Noblesa, innocència, alegria. | Felicitat, prosperitat. |
| Blau    | Masculinitat, calma, autoritat.        | Força, poder, immortalitat. | Vilesa                        | Protector.              |
| Negre   | La mort, dol, el mal.                  | Mal.                        | Mal.                          | Misteri, el mal.        |
| Verd    | Excitació sexual.                      | Joventut.                   | Futur, energia.               | Fertilitat, força.      |
| Blanc   | Puresa, virtut.                        | Dol, humilitat.             | La mort, dol.                 | La puresa, dol.         |